# Формула-1 — Гран-прі Сінгапуру 2022
Гран-прі Сінгапуру 2022 (офіційно — Formula 1 Singapore Airlines Singapore Grand Prix 2022) — автоперегони чемпіонату світу з Формули-1, які відбулися 2 жовтня 2022 року. Гонка була проведена на міському автодромі Марина-Бей у м. Марина Бей (Сінгапур). Це сімнадцятий етап чемпіонату світу і тринадцяте Гран-прі Сінгапуру в історії.
Переможцем гонки став мексиканець Серхіо Перес (Ред Булл — RBPT). Друге місце посів Шарль Леклер (Феррарі), а третє — Карлос Сайнс (мол.) (Феррарі).
Чинним переможцем гонки був Себастьян Феттель, який у 2019 році виступав за команду Феррарі.

## Положення у чемпіонаті перед гонкою
| Місце   | Пілот               | Очки |
| ------- | ------------------- | ---- |
| 1       | Макс Ферстаппен     | 335  |
| 2       | Шарль Леклер        | 219  |
| 3       | Серхіо Перес        | 210  |
| 4       | Джордж Расселл      | 203  |
| 5       | Карлос Сайнс (мол.) | 187  |
| Джерело |                     |      |

| Місце   | Конструктор         | Очки |
| ------- | ------------------- | ---- |
| 1       | Ред Булл — RBPT     | 545  |
| 2       | Феррарі             | 406  |
| 3       | Мерседес            | 371  |
| 4       | Альпін — Рено       | 125  |
| 5       | Макларен — Мерседес | 107  |
| Джерело |                     |      |

## Шини
Через дощ Під час гран-прі було дозволено використовувати 5 типів шин Pirelli: hard, medium, soft, intermediate і wet.
| Hard | Medium | Soft | Intermediate | Wet |
| ---- | ------ | ---- | ------------ | --- |

## Розклад
| Дата            | Подія           | Час           |
| --------------- | --------------- | ------------- |
| 30 вересня 2022 | Вільний заїзд 1 | 13:00 — 14:00 |
| 30 вересня 2022 | Вільний заїзд 2 | 16:00 — 17:00 |
| 1 жовтня 2022   | Вільний заїзд 3 | 13:00 — 14:00 |
| 1 жовтня 2022   | Кваліфікація    | 16:00 — 17:00 |
| 2 жовтня 2022   | Гонка           | 15:00 — 17:00 |
| Джерело         |                 |               |

## Вільні заїзди
| Сесія | Лідер               | Конструктор | Ш | Час      | Джерело |
| ----- | ------------------- | ----------- | - | -------- | ------- |
| 1     | Льюїс Гамільтон     | Мерседес    | P | 1:43.033 | [ 4 ]   |
| 2     | Карлос Сайнс (мол.) | Феррарі     | P | 1:42.587 | [ 5 ]   |
| 3     | Шарль Леклер        | Феррарі     | P | 1:57.782 | [ 6 ]   |

## Кваліфікація
| Місце                                   | №  | Пілот               | Конструктор             | Частина 1 | Частина 2 | Частина 3 | Старт    |
| --------------------------------------- | -- | ------------------- | ----------------------- | --------- | --------- | --------- | -------- |
| 1                                       | 16 | Шарль Леклер        | Феррарі                 | 1:54.129  | 1:52.343  | 1:49.412  | 1        |
| 2                                       | 11 | Серхіо Перес        | Ред Булл — RBPT         | 1:54.404  | 1:52.818  | 1:49.434  | 2        |
| 3                                       | 44 | Льюїс Гамільтон     | Мерседес                | 1:53.161  | 1:52.691  | 1:49.466  | 3        |
| 4                                       | 55 | Карлос Сайнс (мол.) | Феррарі                 | 1:54.559  | 1:53.219  | 1:49.583  | 4        |
| 5                                       | 14 | Фернандо Алонсо     | Альпін — Рено           | 1:55.360  | 1:53.127  | 1:49.966  | 5        |
| 6                                       | 4  | Ландо Норріс        | Макларен — Мерседес     | 1:55.914  | 1:53.942  | 1:50.584  | 6        |
| 7                                       | 10 | П'єр Гаслі          | Альфа Таурі — RBPT      | 1:55.606  | 1:53.546  | 1:51.211  | 7        |
| 8                                       | 1  | Макс Ферстаппен     | Ред Булл — RBPT         | 1:53.057  | 1:52.723  | 1:51.395  | 8        |
| 9                                       | 20 | Кевін Магнуссен     | Хаас — Феррарі          | 1:55.103  | 1:54.006  | 1:51.573  | 9        |
| 10                                      | 22 | Юкі Цунода          | Альфа Таурі — RBPT      | 1:55.314  | 1:53.848  | 1:51.983  | 10       |
| 11                                      | 63 | Джордж Расселл      | Мерседес                | 1:54.633  | 1:54.012  |           | Піт-лейн |
| 12                                      | 18 | Ленс Стролл         | Астон Мартін — Мерседес | 1:55.629  | 1:54.211  |           | 11       |
| 13                                      | 47 | Мік Шумахер         | Хаас — Феррарі          | 1:55.736  | 1:54.370  |           | 12       |
| 14                                      | 5  | Себастьян Феттель   | Астон Мартін — Мерседес | 1:55.602  | 1:54.380  |           | 13       |
| 15                                      | 24 | Чжоу Гуаньюй        | Альфа Ромео — Феррарі   | 1:55.375  | 1:55.518  |           | 14       |
| 16                                      | 77 | Вальттері Боттас    | Альфа Ромео — Феррарі   | 1:56.083  |           |           | 15       |
| 17                                      | 3  | Данієль Ріккардо    | Макларен — Мерседес     | 1:56.226  |           |           | 16       |
| 18                                      | 31 | Естебан Окон        | Альпін — Рено           | 1:56.337  |           |           | 17       |
| 19                                      | 23 | Александр Албон     | Вільямс — Мерседес      | 1:56.985  |           |           | 18       |
| 20                                      | 6  | Ніколас Латіфі      | Вільямс — Мерседес      | 1:57.532  |           |           | 19       |
| 107 % від лідера першої сесії: 2:00.971 |    |                     |                         |           |           |           |          |
| Джерело:                                |    |                     |                         |           |           |           |          |

## Гонка
| Місце                                                                       | №  | Пілот               | Конструктор             | Кола | Час/причина сходу      | Старт    | Очки |
| --------------------------------------------------------------------------- | -- | ------------------- | ----------------------- | ---- | ---------------------- | -------- | ---- |
| 1                                                                           | 11 | Серхіо Перес        | Ред Булл — RBPT         | 59   | 2:02:20.238            | 2        | 25   |
| 2                                                                           | 16 | Шарль Леклер        | Феррарі                 | 59   | +2.595                 | 1        | 18   |
| 3                                                                           | 55 | Карлос Сайнс (мол.) | Феррарі                 | 59   | +10.305                | 4        | 15   |
| 4                                                                           | 4  | Ландо Норріс        | Макларен — Мерседес     | 59   | +21.133                | 6        | 12   |
| 5                                                                           | 3  | Данієль Ріккардо    | Макларен — Мерседес     | 59   | +53.282                | 16       | 10   |
| 6                                                                           | 18 | Ленс Стролл         | Астон Мартін — Мерседес | 59   | +56.330                | 11       | 8    |
| 7                                                                           | 1  | Макс Ферстаппен     | Ред Булл — RBPT         | 59   | +58.825                | 8        | 6    |
| 8                                                                           | 5  | Себастьян Феттель   | Астон Мартін — Мерседес | 59   | +1:00.032              | 13       | 4    |
| 9                                                                           | 44 | Льюїс Гамільтон     | Мерседес                | 59   | +1:01.515              | 3        | 2    |
| 10                                                                          | 10 | П'єр Гаслі          | Альфа Таурі — RBPT      | 59   | +1:09.576              | 7        | 1    |
| 11                                                                          | 77 | Вальттері Боттас    | Альфа Ромео — Феррарі   | 59   | +1:28.844              | 15       |      |
| 12                                                                          | 20 | Кевін Магнуссен     | Хаас — Феррарі          | 59   | +1:32.610              | 9        |      |
| 13                                                                          | 47 | Мік Шумахер         | Хаас — Феррарі          | 58   | +1 коло                | 12       |      |
| 14                                                                          | 63 | Джордж Расселл      | Мерседес                | 57   | +2 кола                | Піт-лейн |      |
| Схід                                                                        | 22 | Юкі Цунода          | Альфа Таурі — RBPT      | 34   | Аварія                 | 10       |      |
| Схід                                                                        | 31 | Естебан Окон        | Альпін — Рено           | 26   | Двигун                 | 17       |      |
| Схід                                                                        | 23 | Александр Албон     | Вільямс — Мерседес      | 25   | Пошкодження від аварії | 18       |      |
| Схід                                                                        | 14 | Фернандо Алонсо     | Альпін — Рено           | 20   | Двигун                 | 5        |      |
| Схід                                                                        | 6  | Ніколас Латіфі      | Вільямс — Мерседес      | 7    | Пошкодження від аварії | 19       |      |
| Схід                                                                        | 24 | Чжоу Гуаньюй        | Альфа Ромео — Феррарі   | 6    | Аварія                 | 14       |      |
| Найшвидше коло: Джордж Расселл (Мерседес) — 1:46.458, поставлене на 54 колі |    |                     |                         |      |                        |          |      |
| Джерело:                                                                    |    |                     |                         |      |                        |          |      |

## Положення у чемпіонаті після гонки
| Місце   | Пілот               | Очки |
| ------- | ------------------- | ---- |
| 1       | Макс Ферстаппен     | 341  |
| 2       | Шарль Леклер        | 237  |
| 3       | Серхіо Перес        | 235  |
| 4       | Джордж Расселл      | 202  |
| 5       | Карлос Сайнс (мол.) | 202  |
| Джерело |                     |      |

| Місце   | Конструктор         | Очки |
| ------- | ------------------- | ---- |
| 1       | Ред Булл — RBPT     | 576  |
| 2       | Феррарі             | 439  |
| 3       | Мерседес            | 373  |
| 4       | Макларен — Мерседес | 129  |
| 5       | Альпін — Рено       | 125  |
| Джерело |                     |      |